# ت ع م-08:00
التوقيت العالمي المنسق -08:00 أو ت ع م-08:00 {بالإنجليزية:UTC-08:00} هو مقابلة الوقت المحلي للتوقيت العالمي المنسق، حيث ينقص فيه التوقيت المحلي عن التوقيت العالمي بقدار 8 ساعة (-8).